# Kim Jae-bum
Kim Jae-bum (n. 25 ianuarie 1985, Gimcheon⁠(d), Coreea de Sud) este un judocan ce a reprezentat Coreea de Sud, medaliat olimpic. A participat la 2 ediții ale Jocurilor Olimpice (2008, 2012) în care a câștigat o medalie de aur și o medalie de argint.